# Dolichopeza (Dolichopeza) bibasis
Dolichopeza (Dolichopeza) bibasis is een tweevleugelige uit de familie langpootmuggen (Tipulidae). De soort komt voor in het Australaziatisch gebied.